# 포이즌 아이비 (DC 코믹스)
포이즌 아이비는 미국 만화 DC 코믹스에 등장하는 악당으로 배트맨의 적수로 자주 나타난다. 로버트 캐니거와 셸든 몰도프가 창작한 인물로 배트맨 181호에 처음 나왔다. 포이즌 아이비는 배트맨이 가장 덤비기 힘든 적 중 한 명으로 묘사되고 있다.
포이즌 아이비의 본명은 파멜라 릴리안 아이즐리로 고담시티의 식물학자였다. 그녀는 식물과 환경주의, 생태학적 멸종에 관심이 많은 인물이었다. 그녀는 세계에서 가장 악명 높은 생태 파괴 주의자로 그녀는 식물의 독성과 마음을 조종하는 페로몬을 이용한 범죄행위를 한다. 이러한 범죄 행위는 멸종위기야생생물과 자연 환경에 대한 보호를 목적으로 한다. 그녀의 친구에는 악당 할리 퀸이 있으며, 할리 퀸은 범죄에서 같이 일하는 동료로 묘사된다. 포이즌 아이비는 만화책에서 배트맨에게 애정을 느끼기도 한다. 수십 년간 그녀의 모습은 꾸준히 변화했지만 그녀는 흘러내릴 듯한 긴 머리, 그녀의 목 또는 팔 사이에서 자라는 식물 줄기, 나뭇잎으로 만들어진 녹색 원피스가 그녀의 대표적인 모습이다.
배트맨과 로빈이라는 영화에서 우마 서먼이 역할을 맡았고, 배트맨 애니메이션 시리즈에서는 다이앤 퍼싱이 포이즌 아이비의 성우로 등장했다. 배트맨: 아캄 시리즈와 인저스티스 2에서는 타시아 발렌차가, 더 배트맨에서는 피에라 코폴라가 포이즌 아이비의 성우로 나왔다. 레고 배트맨 무비에서는 리키 린드홈이 역할을 맡았다. IGN의 100대 만화책 악당에서 아이비는 64위를 차지했다. 그녀는 만화 구매자 가이드의 100대 섹시한 여성에서 21위를 차지했다.